# Mohamed Malas
Mohamed Malas (arabe : محمد ملص ) est un réalisateur syrien né en 1945 à Qouneitra, en Syrie, sur le plateau du Golan. Il a réalisé plusieurs documentaires et longs métrages reconnus internationalement. Il compte parmi les premiers représentants du cinéma d'auteur en Syrie.

## Biographie
Après des études de philosophie à Damas et une expérience d'enseignant dans un lycée, Mohamed Malas a étudié à l'Institut de cinéma de Moscou en 1974 sous la direction d'Igor Talankine. 
Son premier long métrage de fiction, Les Rêves de la ville, présenté  au festival de Cannes dans la sélection de la Semaine de la critique, est sorti en 1984.

## Filmographie
- 1981 : Dreams[4]
- 1984 : Les Rêves de la ville[5]
- 1987 : Le Rêve (documentaire)
- 1992 : La Nuit (ca)
- 2005 : Passion
- 2013 : Une échelle pour Damas

## Publications
- Annonciations pour une ville qui vivait avant la guerre, 1979
- Le Rêve, journal d'un film, 1990